# Thebes
Thebes é uma vila localizada no estado americano de Illinois, no Condado de Alexander.

## Demografia
Segundo o censo americano de 2000, a sua população era de 478 habitantes.
Em 2006, foi estimada uma população de 420, um decréscimo de 58 (-12.1%).

## Geografia
De acordo com o United States Census Bureau tem uma área de
6,0 km², dos quais 4,7 km² cobertos por terra e 1,3 km² cobertos por água. Thebes localiza-se a aproximadamente 107 m acima do nível do mar.

## Localidades na vizinhança
O diagrama seguinte representa as localidades num raio de 16 km ao redor de Thebes.